# San Pedro (departament)
San Pedro – departament Paragwaju. Stolicą jest miasto San Pedro del Ycuamandiyú.

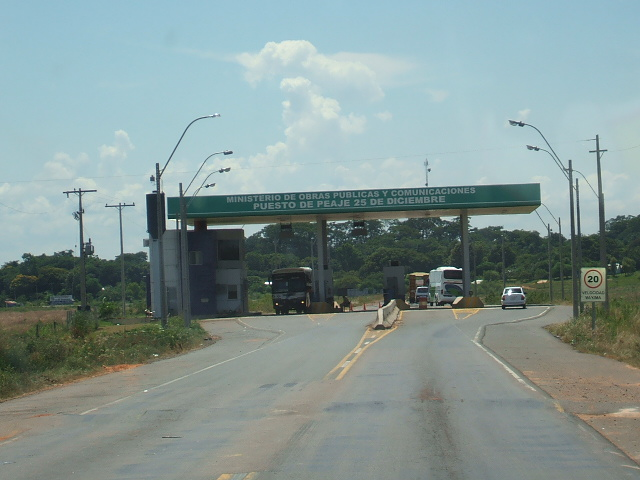
Punkt pobierania opłat przy wjeździe na autostradę do San Pedro w Veinticinco de Diciembre

## Dystrykty
Departament dzieli się na 18 dystryktów:
1. Antequera
2. Capiibary
3. Choré
4. General Elizardo Aquino
5. General Isidoro Resquín
6. Guayaibí
7. Itacurubí del Rosario
8. Lima
9. Nueva Germania
10. San Estanislau
11. San Pablo
12. San Pedro del Ycuamandiyú
13. Santa Rosa del Aguaray
14. Tacuatí
15. Unión
16. 25 de Diciembre
17. Villa del Rosario
18. Yataity del Norte

## Historia

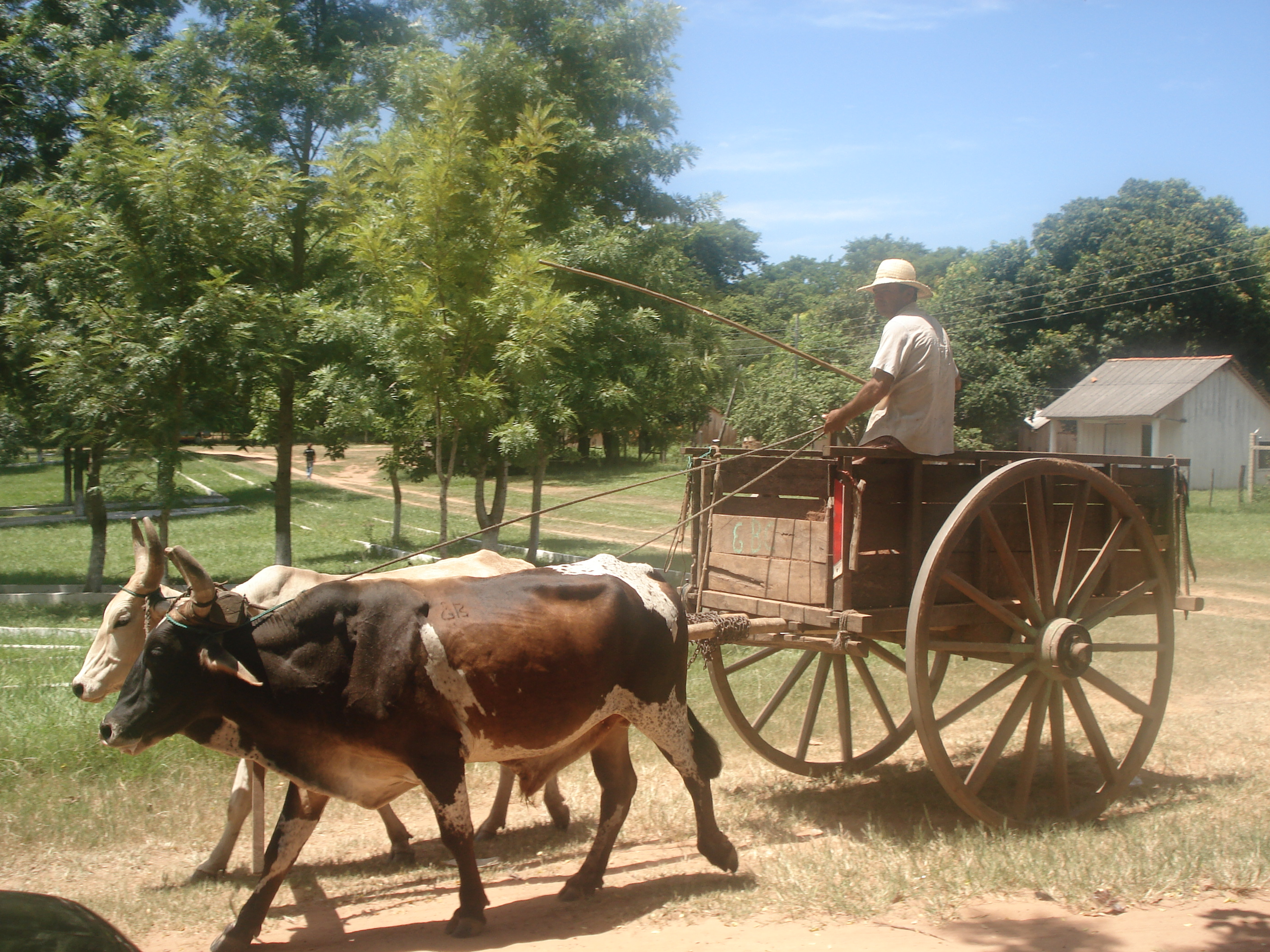
Furmanka w Veinticinco de Diciembre

W wiekach XVII i XVIII niestabilność polityczna była większa niż w departamencie Concepción.
Plemiona Mbayá i Payagua zagrażały całemu terytorium między rzekami Ypané (na północy) i Maduvirá (na południu) oraz dolinie Jejuí River.
W 1660 tubylcy w Arecajá zbuntowali się w sprawie podziału terenów dla nich. W wyniku walk miasto zostało całkowicie zniszczone. Aby odbudować miasto, z pomocą misjonarzy wysłali zakony z innych miast: w 1749 San Estanislao, w 1786 Villa del Rosario i w tym samym roku San Pedro de Ycuamandiyú.
Departament nr 2 w Paragwaju, San Pedro, utworzony został w 1906 roku. W jego skład weszły terytoria Itacurubí del Rosario, Aguaray, Tacuatí, Unión, Ygatimi i Curuguaty oraz dzisiejszy Canindeyú. Obecny kształt powstał w 1973 roku.

## Lokalizacja
Departament leży w centrum Regionu Wschodniego, między równoleżnikami 22°00’ i 23°30’ szerokości południowej oraz południkami 58°00’ i 56°06’ długości zachodniej.
Granice:
- Południe: rzeka Ypané, która oddziela San Pedro od Concepción
- Północ: rzeki Manduvirá i Hondo Stream płyną na granicy z Cordillera; a także góry San Joaquín Cordillera oddzielają San Pedro od Caaguazú
- Wschód: rzeka Aguaray na granicy z Amambay oraz rzeki Jejuí Guazú, Curuguaty i Corrientes oddzielają San Pedro od Canindeyú
- Zachód: rzeka Paragwaj na granicy z Presidente Hayes

## Klimat
Klimat jest deszczowy i wilgotny. Przeciętna temperatura to 23 °C, zimą spada do 10 °C a latem wzrasta do 38 °C. Wilgotność powietrza wynosi od 70% do 80%. Opady deszczu osiągają nawet 1.324 mm na m².

## Orografia i gleby
Departament San Pedro to głównie ziemie osadowe na północy, bagna, doliny na południu.
Góry San Joaquín dzielą się na wzgórza: Curuzú, Corazón, Aguaray, Noviretá, Guaviray i San Miguel. Wzgórza Cerro Dos de Oro, są istotnym punktem orientacyjnym.
W połowie departamentu są dobre warunki dla rolnictwa i hodowli bydła.

## Hydrografia
Zachodnia część San Pedro podlega pod rzekę Paragwaj i jej dorzecze.
Największe rzeki: Paragwaj, Corrientes, Ypané, Jejuí Guazú, Aguaraymi, Aguaray Guazú, Maduvirá i Tacuatí.
Rzeka Corrientes jest drugą rzeką w departamencie i płynie przez wschodnią część San Pedro.
Największe bagna: Piripucú, San Antonio, Yetyty, Tapiracuai, Peguahó, Mbutuy, Tobatiry i Aguaraymi. W San Pedro znajdują się także laguny Vera i Blanca.
Najważniejsze porty: Milagro, Colorado, Santa Rosa, Tacurú Pytá, Uno, Laurel, Jejuí, Mbopicuá, Santa Elena i Uruguaitá.

## Fauna i flora
San Pedro znajduje się między dwoma ekosystemami: Las Centralny i Środkowy Brzeg.
Pierwotny stan tutejszej przyrody jest coraz bardziej wyniszczany przez działalność człowieka.
Niektórym gatunkom roślin grozi wymarcie. Są wśród nich: yvyra paje, cedr, ñandypa (link do anglojęzycznej wiki), Wiktoria królewska. Zagrożone są także zwierzęta: tukan guazú, guazutí, kajman, żółta anakonda i wydra patagońska.
Na terenie San Pedro nie ma parków narodowych, ale są rezerwaty przyrody: część gór San Joaquín, Laguna Blanca, Milagros i bagna Puerto Rosario.

## Gospodarka
Największe zyski przynosi hodowla bydła. Niewielkie przychody są z rolnictwa. Przemysł praktycznie nie istnieje.
Rośliny uprawiane w największych ilościach to: bawełna (roślina), grejpfrut, soja, cukier trzcinowy, tytoń, bób, kukurydza, banany, pszenica, maniok i pomarańcze (kwaśne i słodkie).
San Pedro jest największym w kraju producentem tytoniu, pomarańczy i grejpfruta oraz numerem 2 w produkcji cukru trzcinowego.
Kultywacji podlegają także: sorgo, mandarynki, czosnek i ziemniaki.
San Pedro zajmuje drugie miejsce w produkcji wołowiny i pierwsze w hodowli drobiu: indyków, gęsi oraz perliczek.
Przemysł jest znikomy. Zyski przynoszą jedynie takie gałęzie przemysłu jak: bawełniany oraz przemysł winiarski. W niewielkich ilościach produkowane są krochmal i olej kokosowy.

## Transport i usługi
W San Pedro drogi są w dobrym stanie, dobre połączenia są ze wszystkimi dystryktami. Przez departament przebiegają 3 autostrady: „Gral Elizardo Aquino” (nr 3), „Juana de Lara” (nr 11) i „Las Residentas” (nr 10).
Transport odbywa się także trzema arteriami wodnymi (rzekami): Paragwaj, Aguray Guazú i Jejuí, Są one na tyle żeglowne, że odbywa się nimi także spław drewna do innych departamentów.
Lotniska są w następujących miastach: San Estanislao, San Pedro, Villa del Rosario i w Limie.
W San Pedro jest 6000 linii (numerów) telefonicznych.
W departamencie usłyszeć można kilkanaście rozgłośni radiowych. Na falach krótkich (AM) nadają stacje: Ykuamandyju i Ñasaindy, natomiast na falach długich (FM) usłyszymy stacje: Santaní, Choré, Amistad, San Estanislao, Tapiracuai, La Voz del Campesino i Libertad. W San Pedro działa także telewizja, poczta i komunikacja publiczna.
W San Pedro jest 54 707 mieszkań, 8251 w miastach i 46.456 na terenach wiejskich.

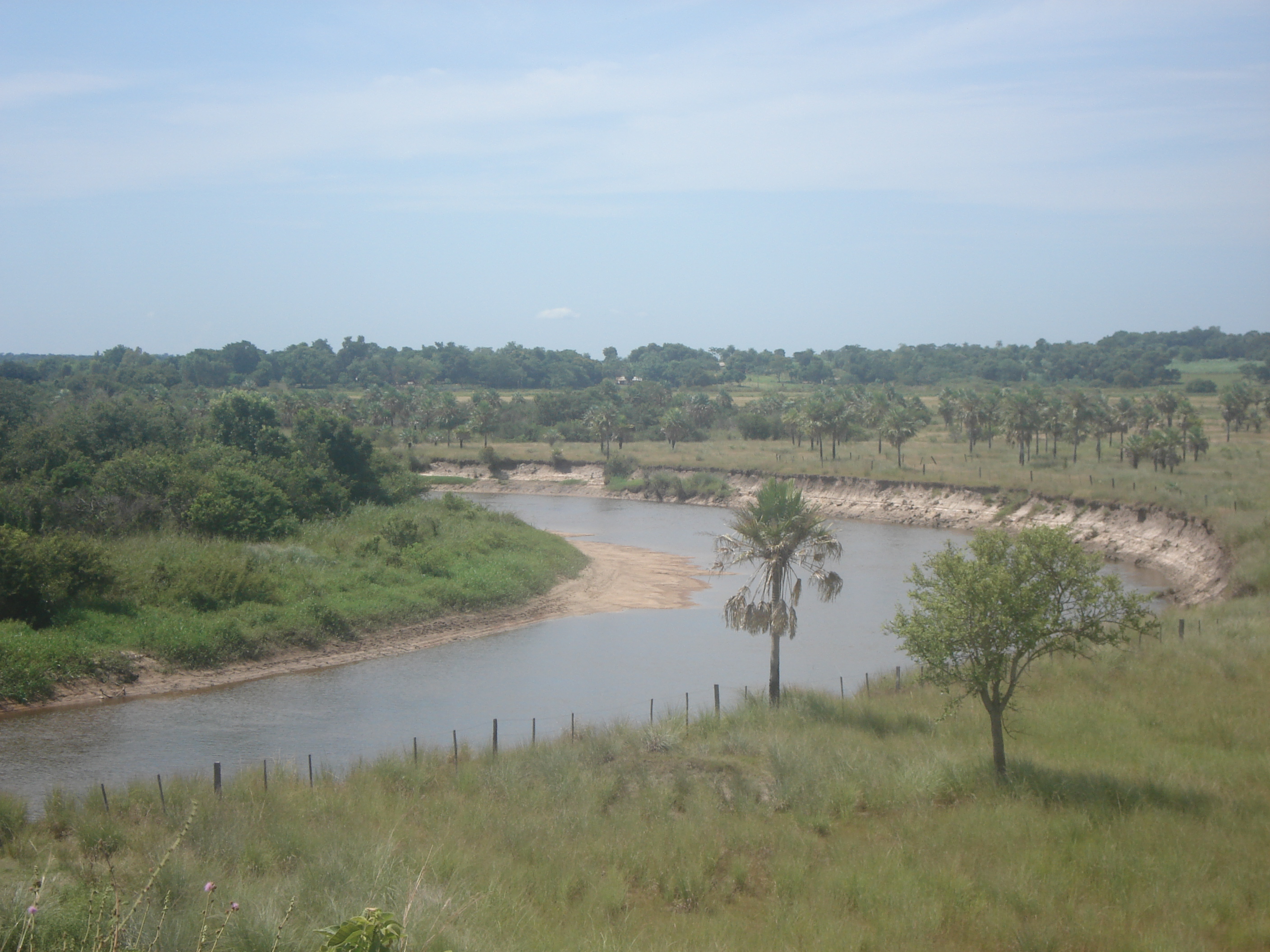
Rzeka Yhaguy

## Edukacja
W departamencie jest 525 szkół podstawowych, 901 szkół średnich i 150 szkół wyższych.

## Zdrowie
W departamencie jest 101 placówek służby zdrowia.

## Turystyka
W mieście San Pedro warte odwiedzenia są: katedra, zbudowana w roku 1854, muzeum Señor Francisco Resquín’a oraz Dom Kultury.
W porze wiosennej w Itacurubí del Rosario i w Ykua Salas jest bardzo dużo turystów.
Laguna Blanca w dystrykcie Santa Rosa del Aguaray, dużym powodzeniem cieszy się agroturystyka.
W San Estanislao, jest Dom Kultury i Muzeum Historii Miasta. Były tu koszary Francisco Solano Lópeza podczas wojny paragwajskiej. Przed wojną była tutaj pierwsza szkoła zakonu Jezuitów.